# Lergärdet
Lergärdet är en stadsdel i Borlänge, som ligger strax norr om Borlänges stadskärna.
Lergärdet består till största delen av radhus, villaområden och hyreshus, i området finns också ett flertal förskolor. Lergärdet ligger drygt fyra kilometer från stadskärnan, men har mycket goda förbindelser både med kollektivtrafik och nära till genomfartslederna Kvarnsvedsvägen och Tjärnavägen.
Lergärdet begränsas av järnvägsspåren som går på västra och norra sidan av området och av genomfartsleden Kvarnsvedsvägen på östra sidan. På södra sidan avdelas Lergärdet från stadsdelen Soluret av genomfartsleden Mårdgatan.